# Basilique Saint-Jean-Baptiste de Chaumont
Pour les articles homonymes, voir Basilique Saint-Jean Baptiste.
La basilique Saint-Jean-Baptiste de Chaumont est le principal édifice religieux de la ville de Chaumont en France. De style gothique, la basilique catholique domine avec ses deux tours la partie la plus ancienne de la commune, située en bordure Nord-Ouest du plateau chaumontais. La basilique fait l'objet d'un classement au titre des monuments historiques par la liste de 1862.
À partir de 2021, un programme de restauration est effectué, tant pour l'établissement que pour ses trésors culturels tels les tableaux. Le programme durera dix ans avec un montant exceptionnel, 12 millions d'euros.

## Histoire

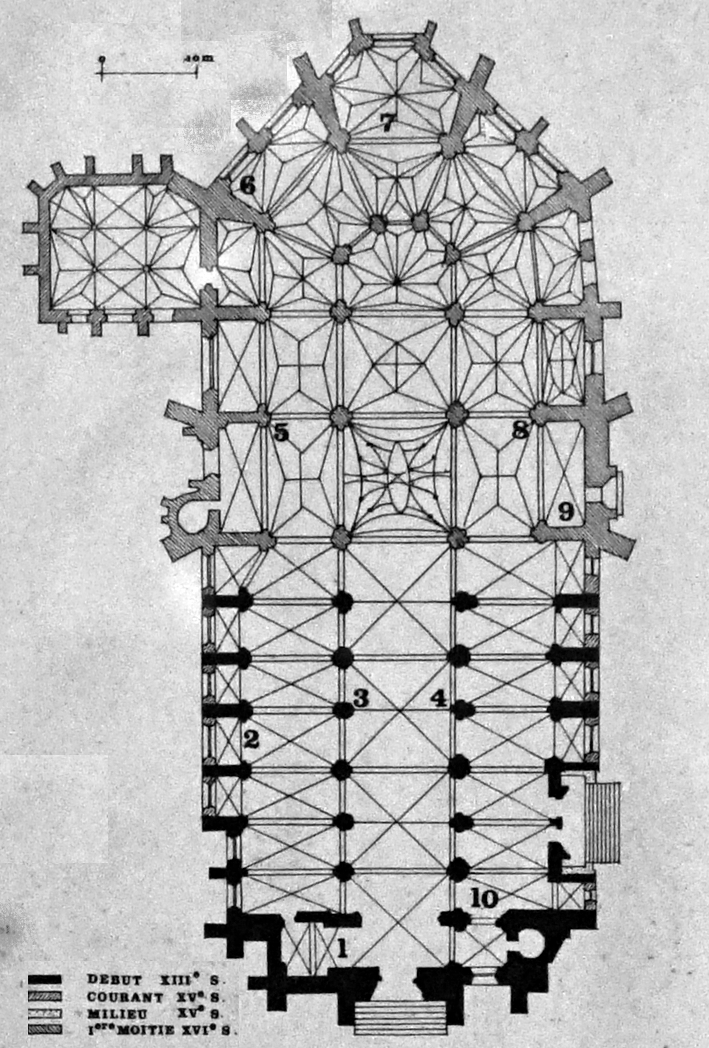
Plan de la basilique.

L'église a été construite au début du XIIIe siècle, pour répondre aux besoins d'une population grandissante. Elle a rapidement bénéficié de nombreuses donations, notamment de la part des baillis de Chaumont. Elle est érigée en collégiale le 18 décembre 1474 par le pape Sixte IV. D'importants travaux sont engagés à partir de l'année 1517 jusqu'en 1543, l'édifice étant richement décoré au XVIIIe siècle. Elle est érigée en basilique mineure par le pape Pie XII en 1948.

## Architecture
La façade orientée à l'Ouest et la nef datent du XIIIe siècle, l'entrée s'effectuant par le portail Saint-Jean situé au sud est typique du style gothique du XIVe siècle. Le chœur et le transept datent des XVe siècle et XVIe siècle.

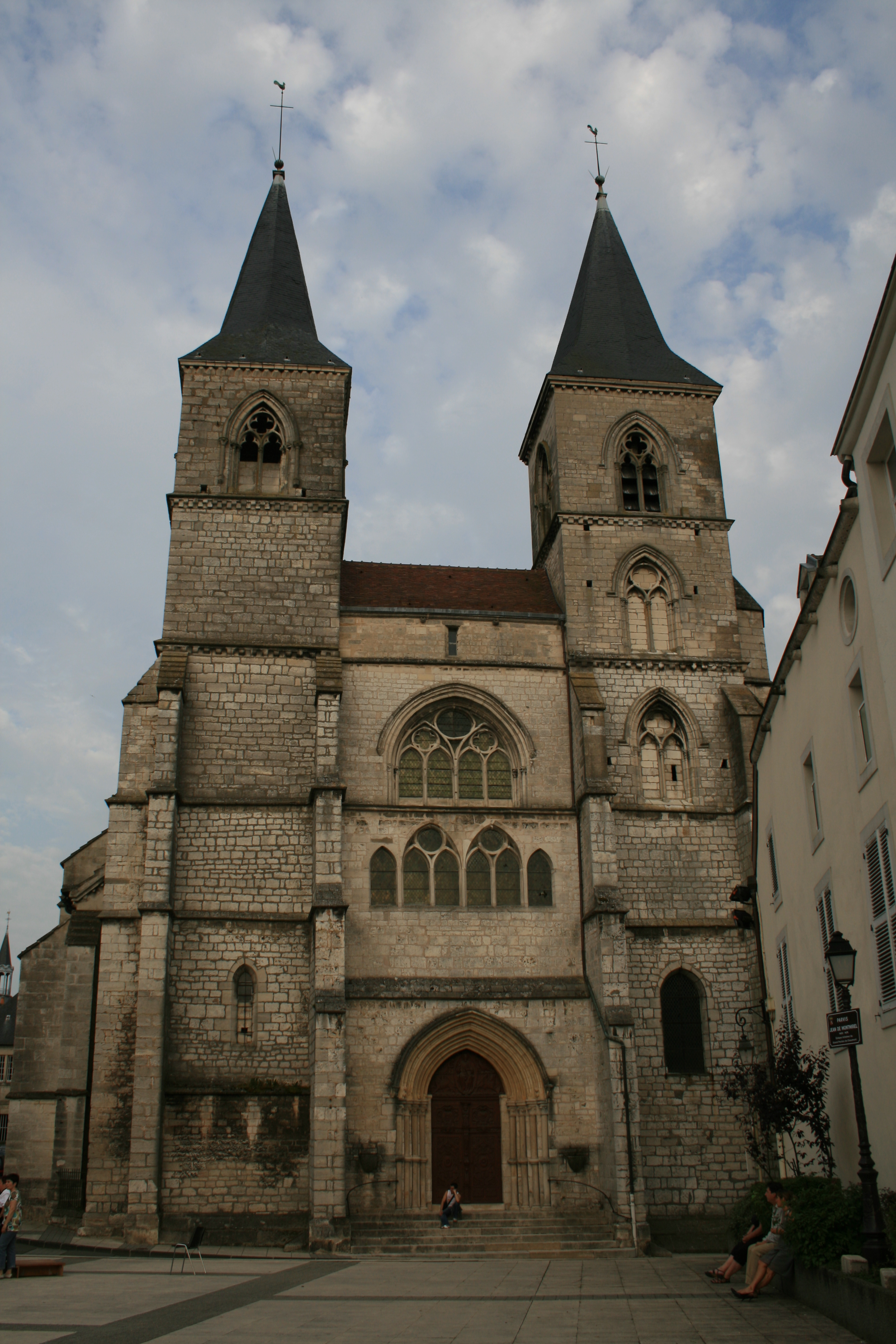
Façade ouest.
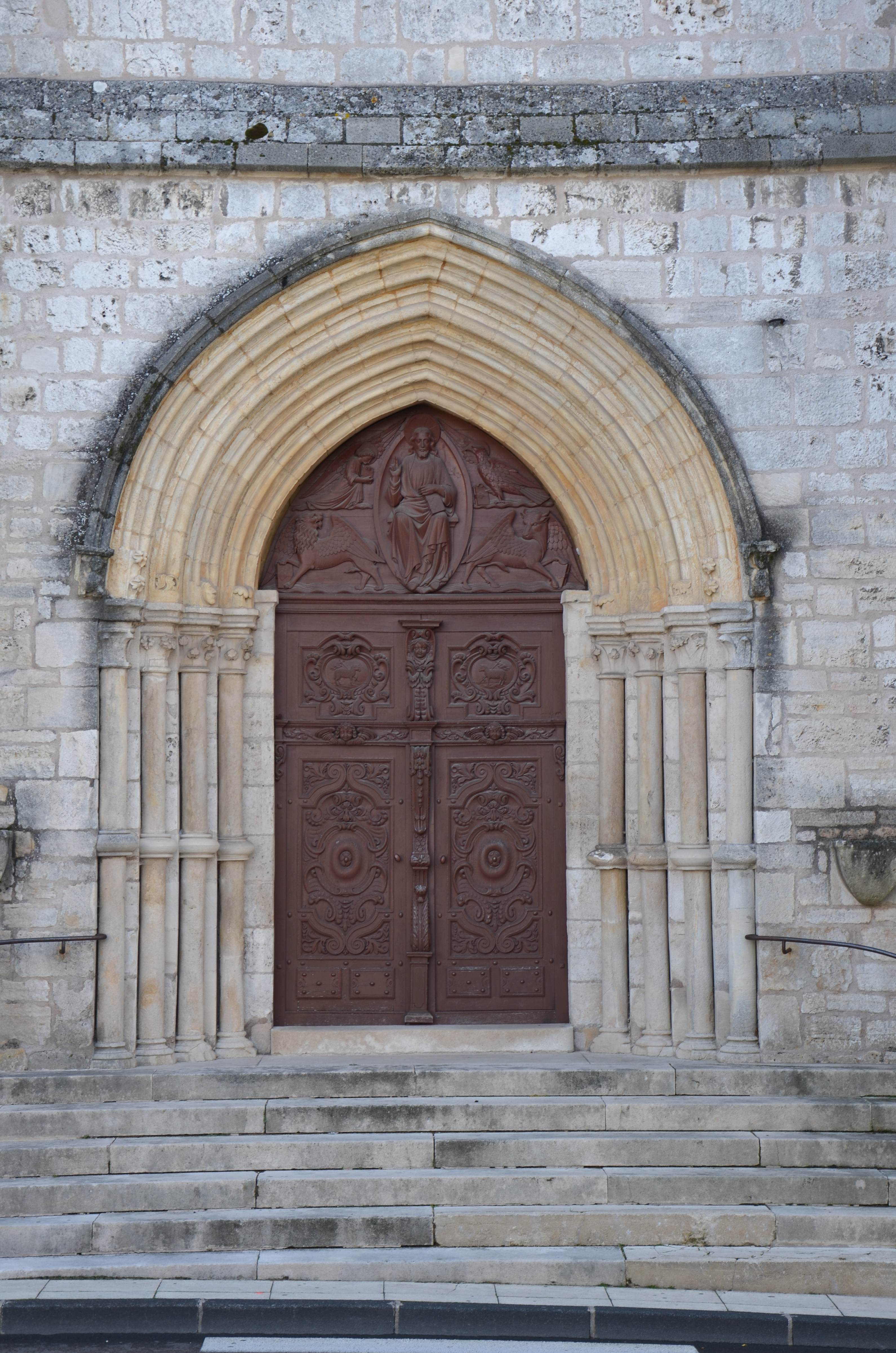
Façade vue de près.
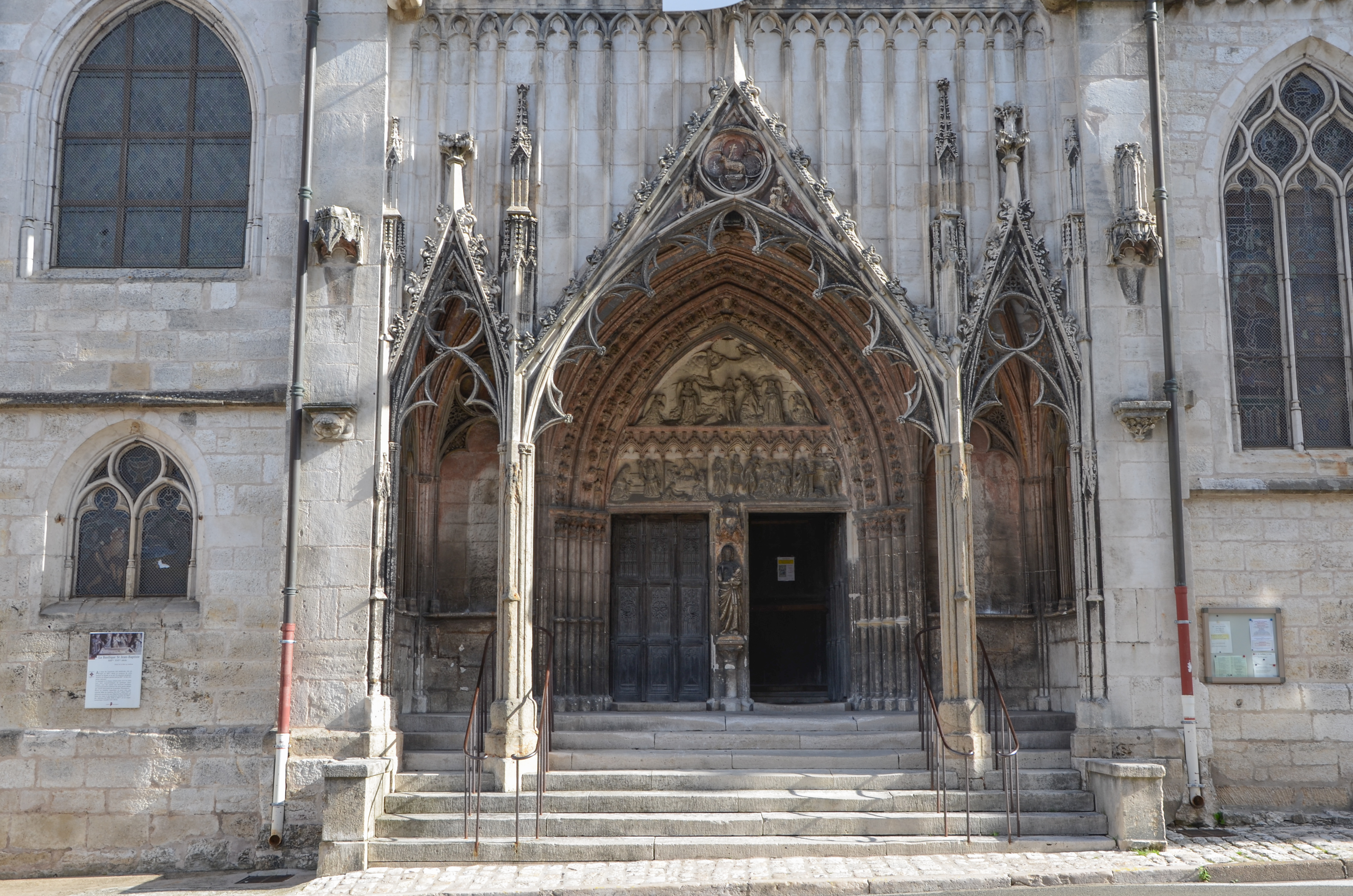
Portail Saint-Jean-Baptiste
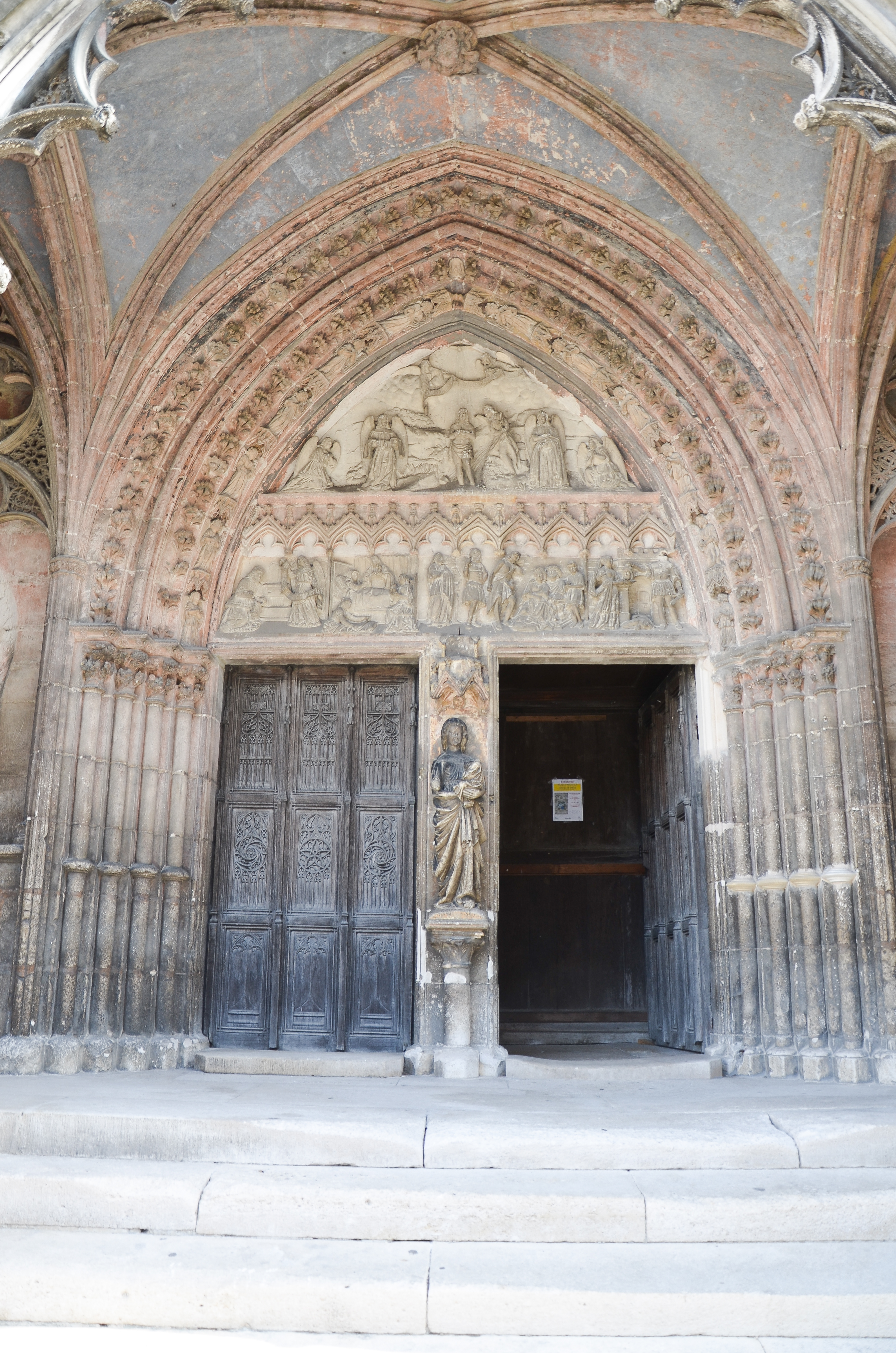
Portail vue de près.
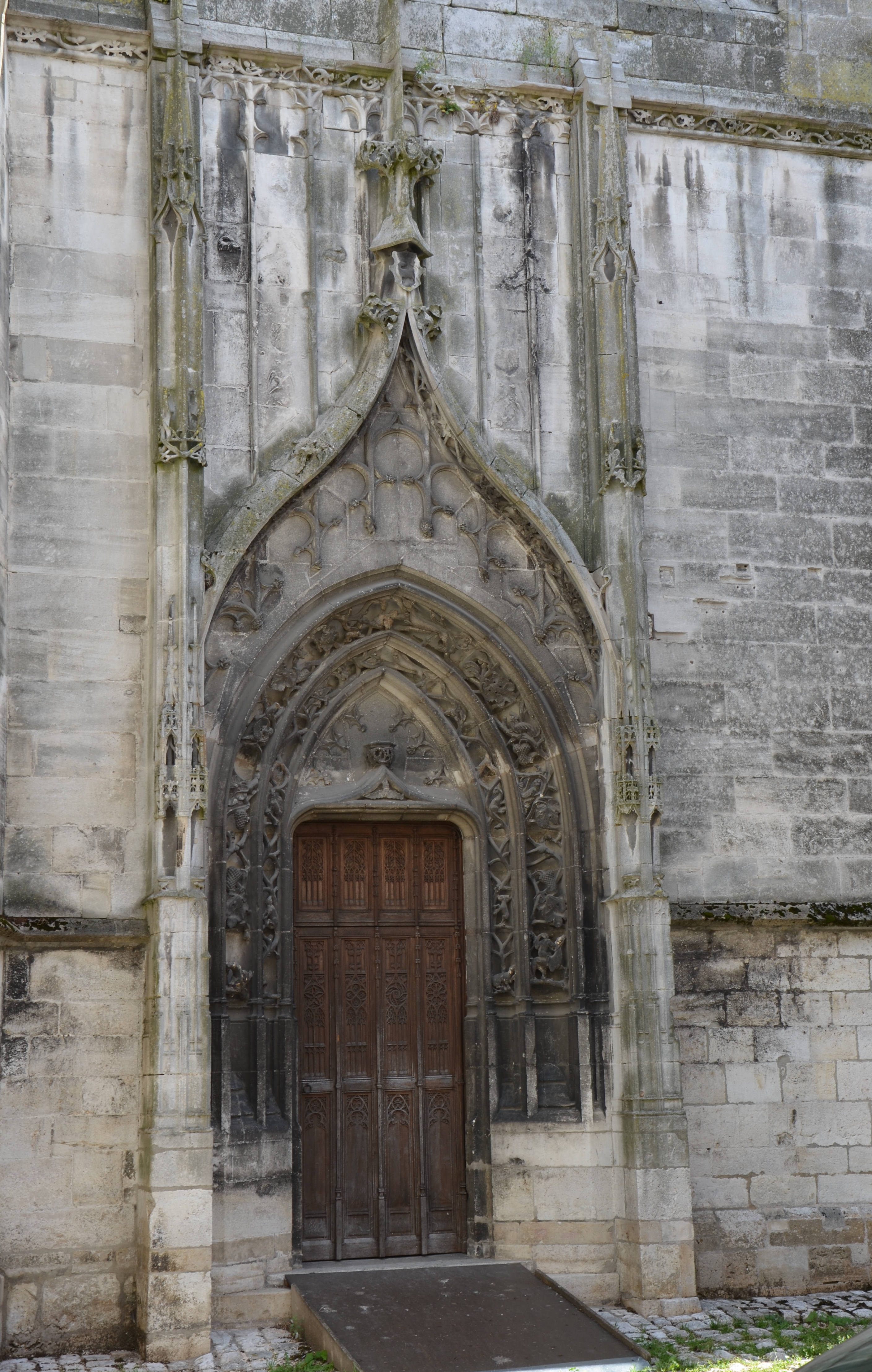
Autre accès.

## Mobilier et décor
La basilique comporte un remarquable mobilier, avec des œuvres de Jean-Baptiste Bouchardon dont le maître-autel (qui est actuellement dans la Chapelle du Rosaire), la chaire et le banc d'œuvre situé en face de la chaire. Un vaste programme de restauration est en cours.

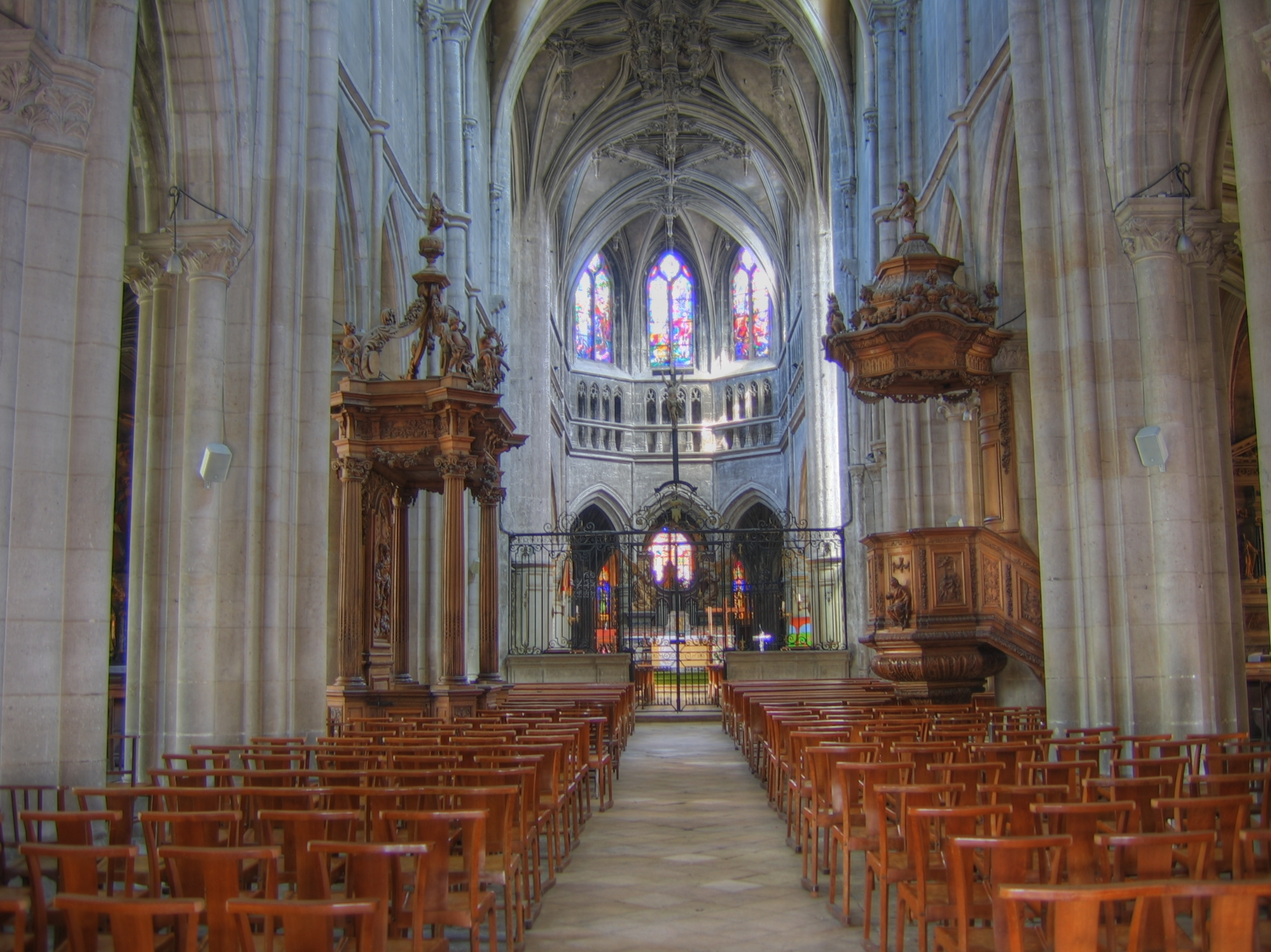
Nef et chœur.
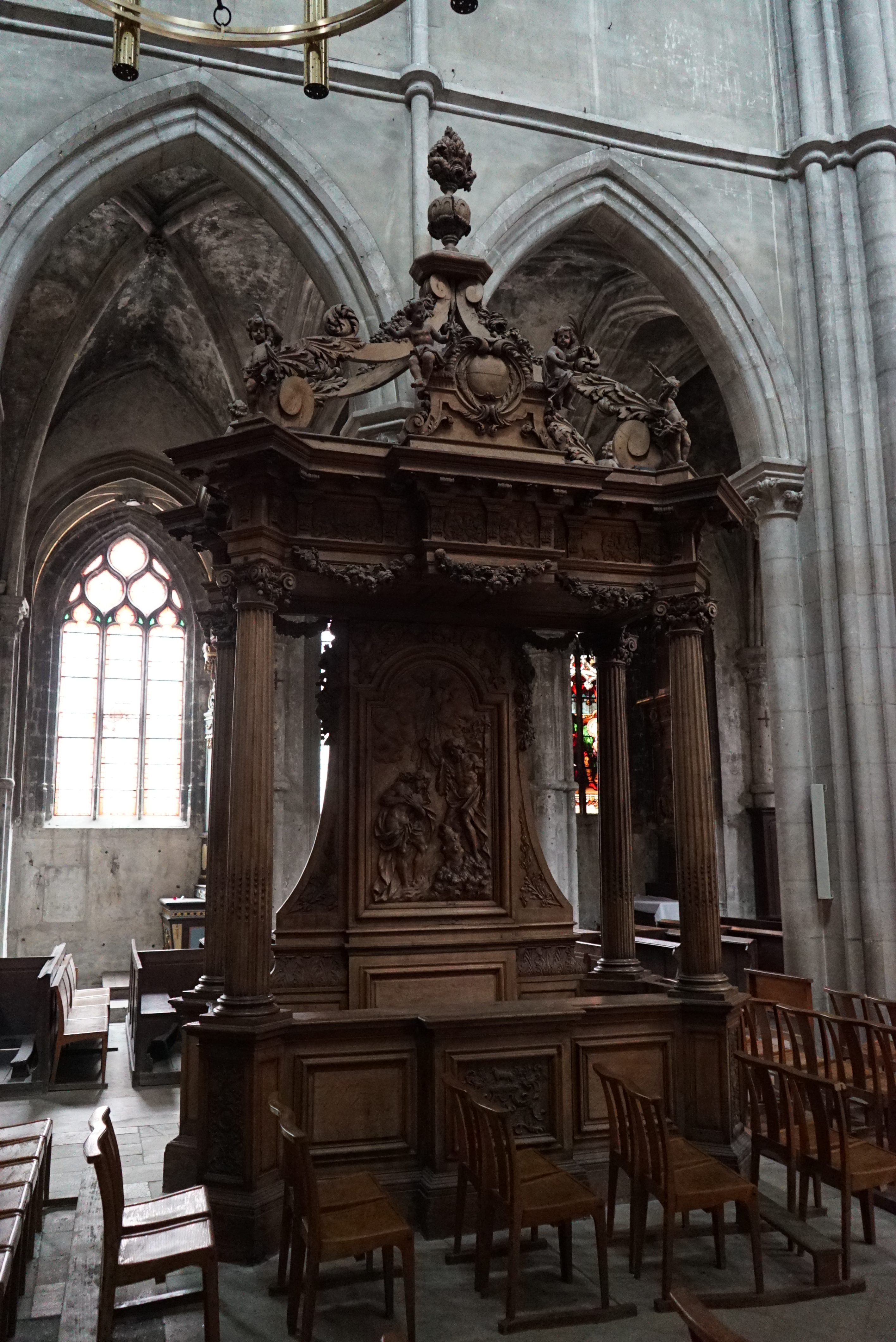
Banc d'œuvre sculpté[4].
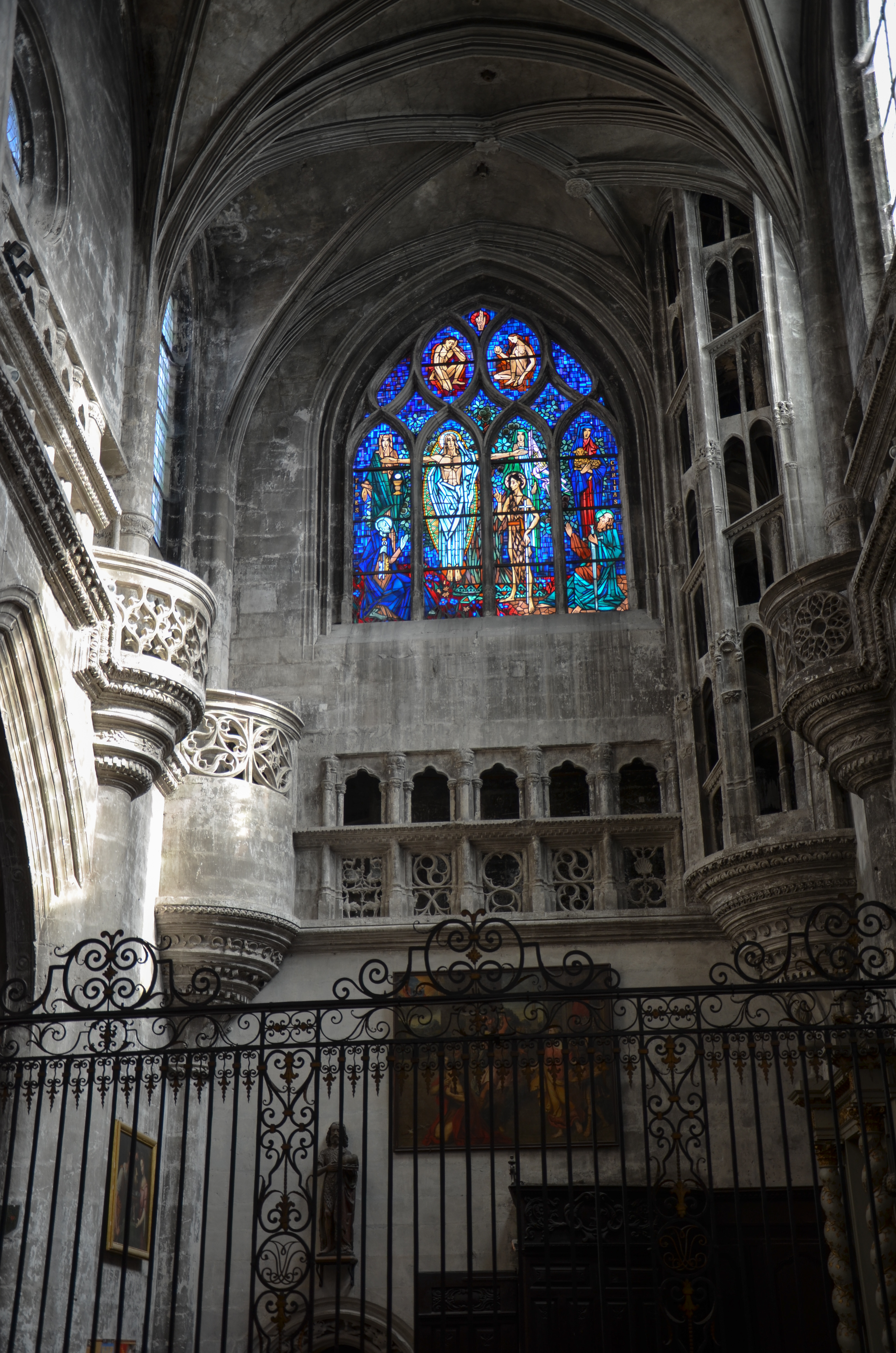
Transept.
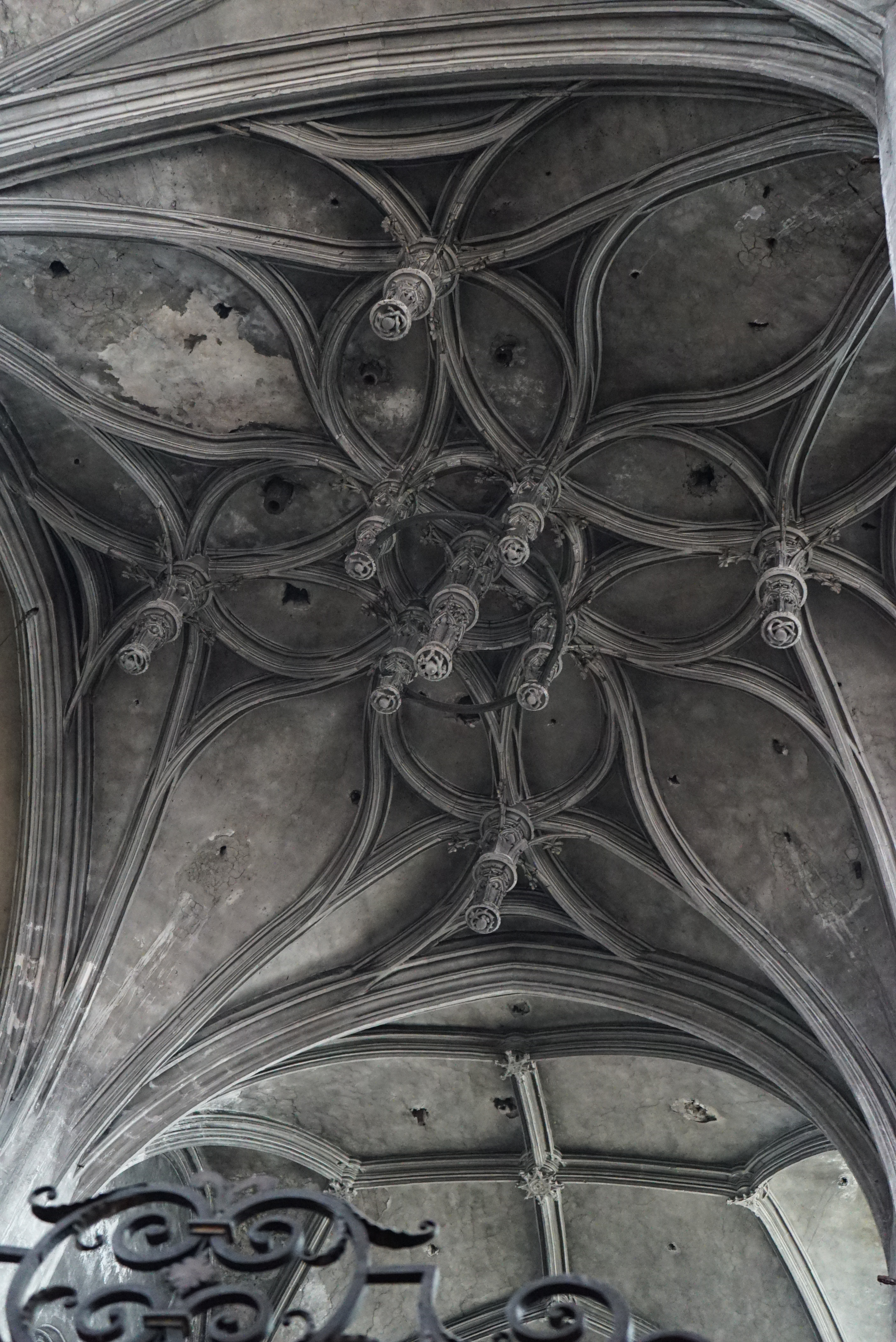
Plafond.

Une mise au tombeau du XVe siècle se situe dans une chapelle à gauche de la porte occidentale en entrant. Elle a été donnée par la famille d'Amboise qui étaient baillis de Chaumont. Son plafond est peint et représenterait Jean IV d'Amboise et son épouse Catherine de Saint-Belin.

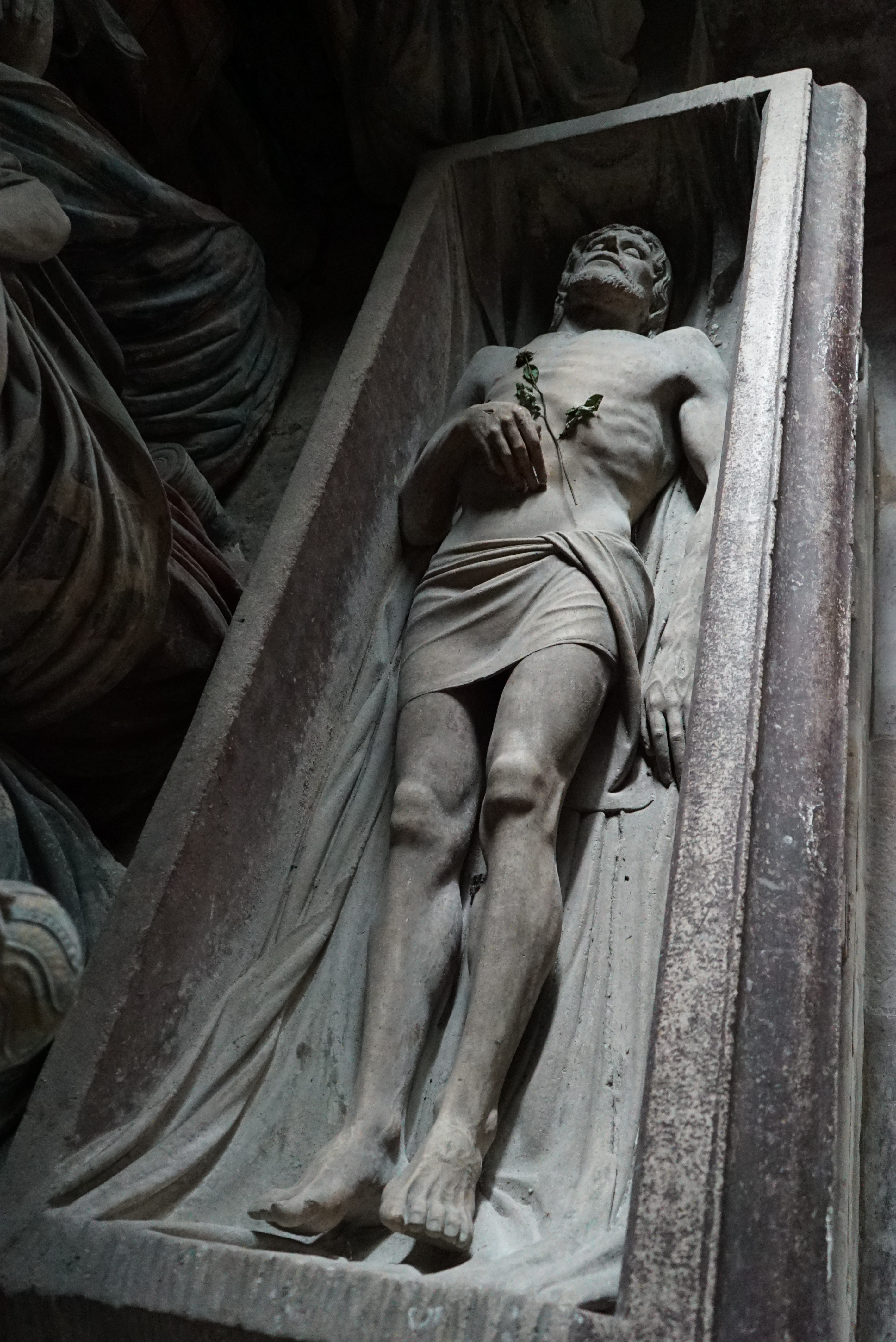
Jésus.
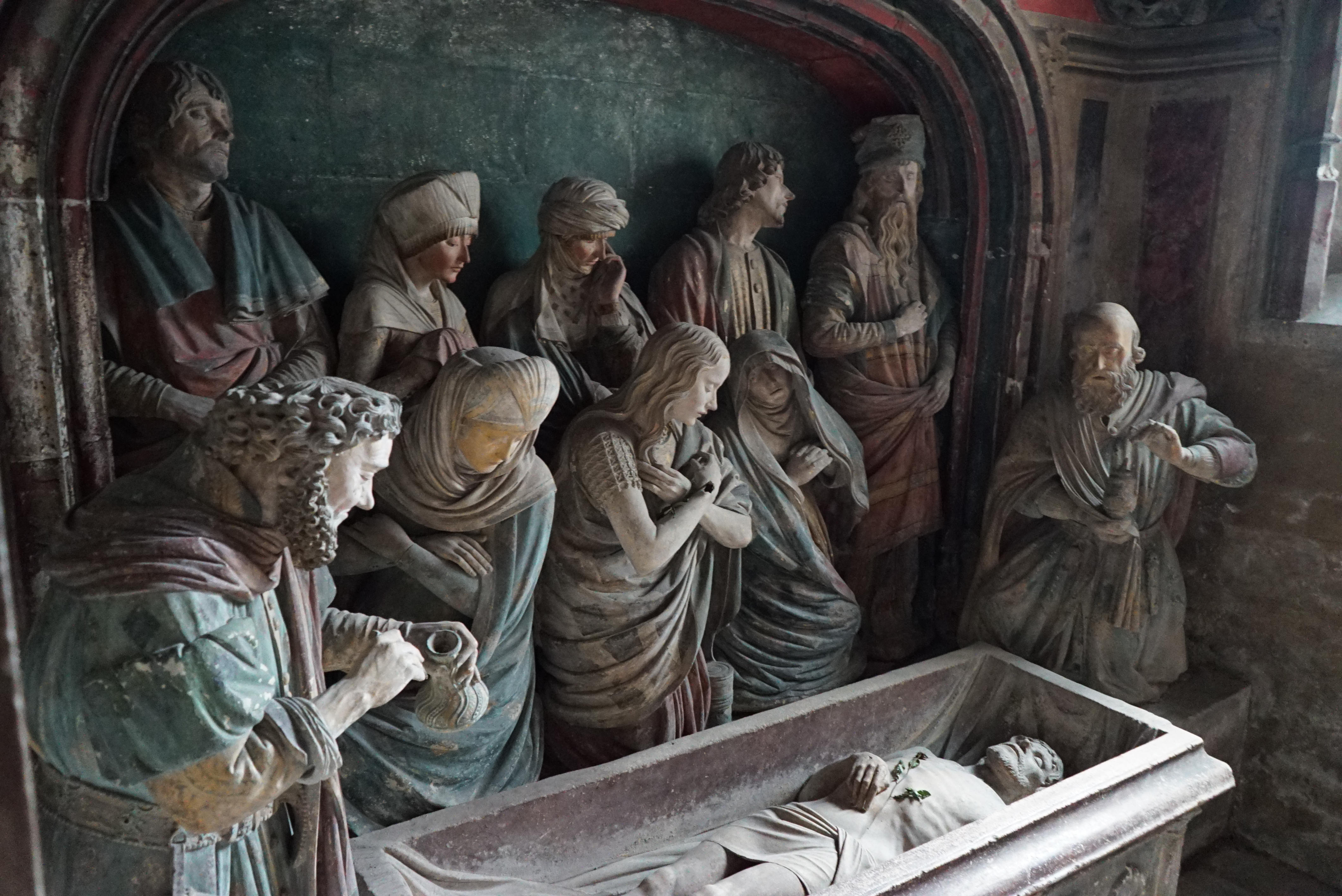
Mise au Tombeau.
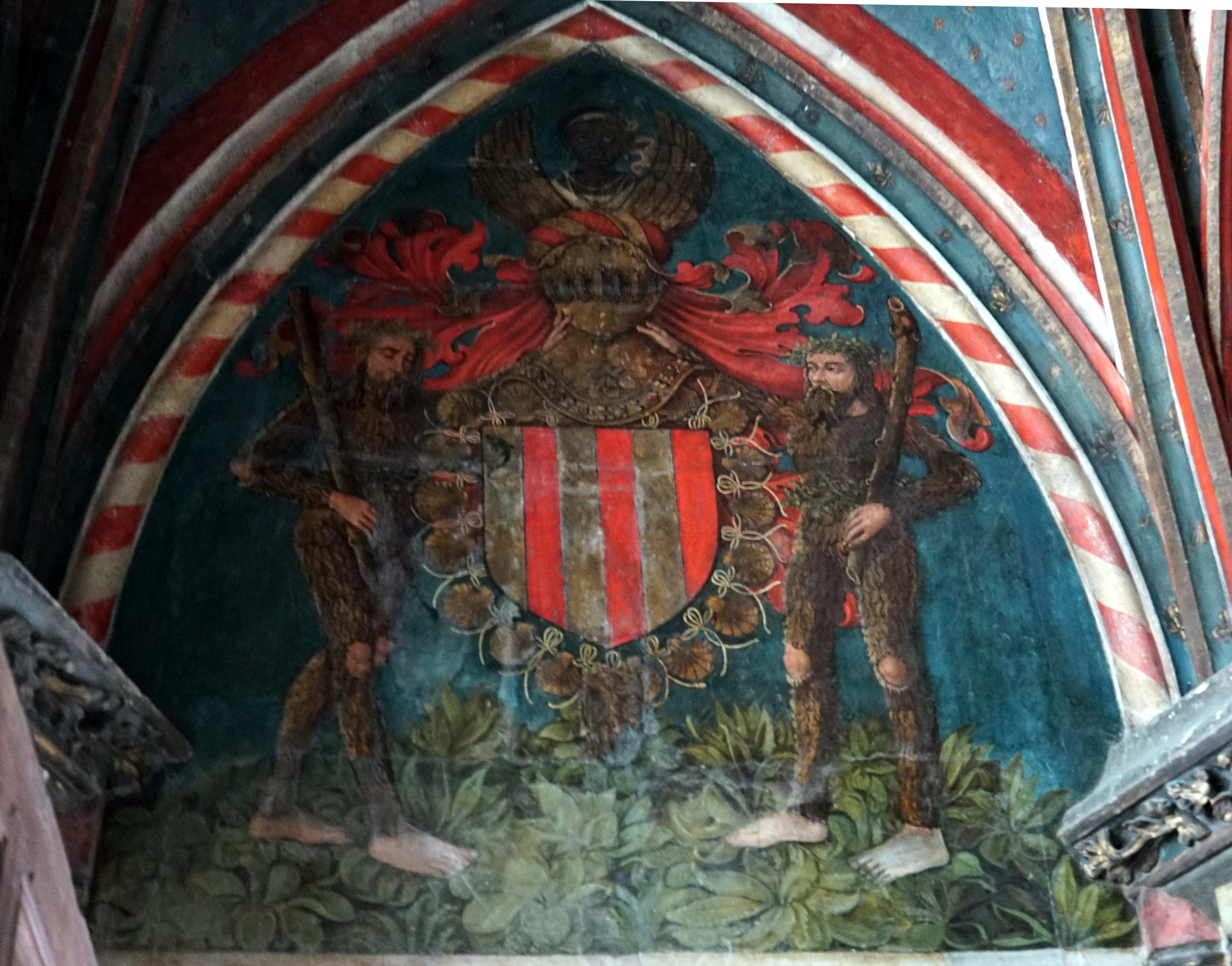
Plafond peint,
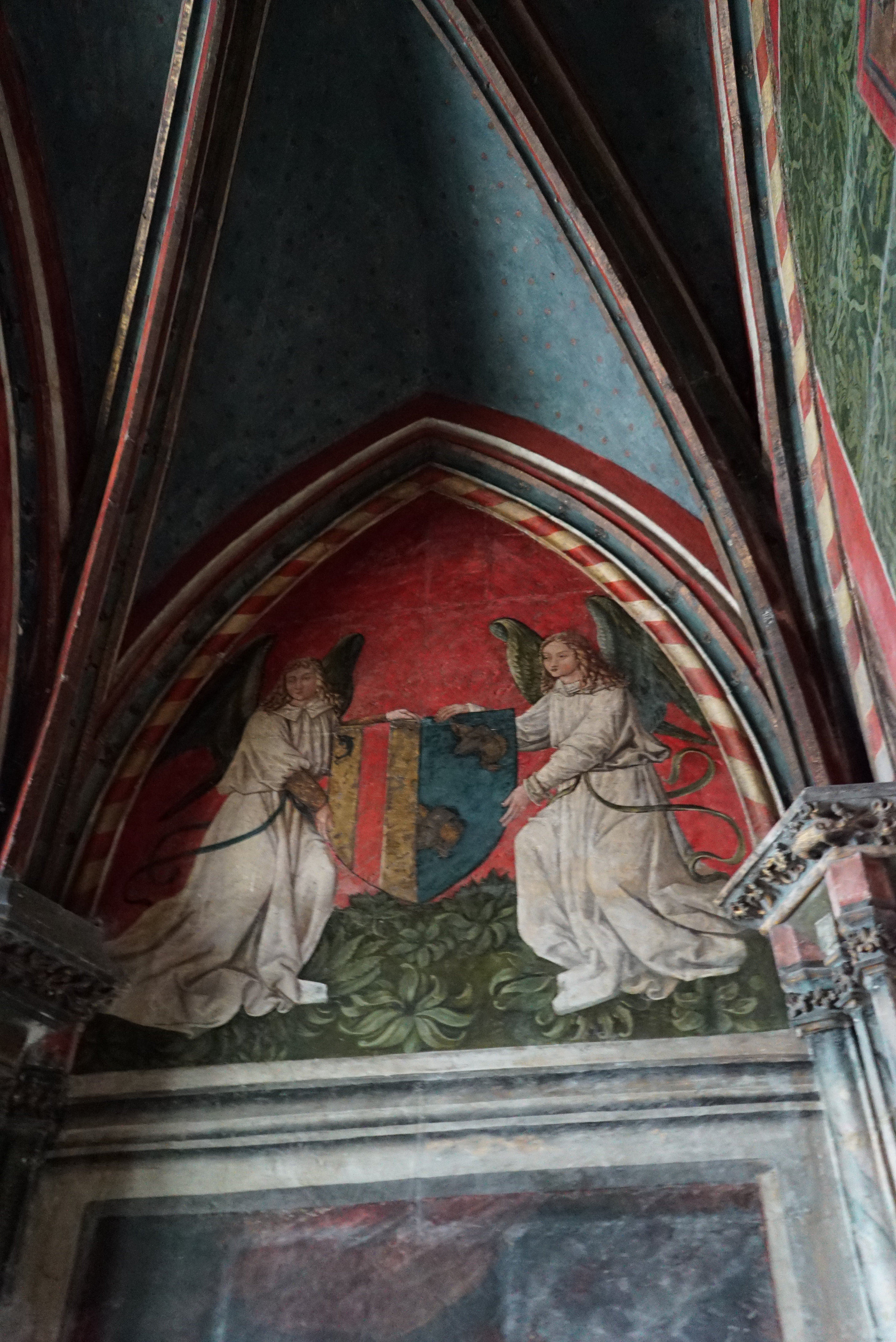
et des anges.

Les vitraux modernes sont l'œuvre de Calixte Poupart.
L'église abrite un exemple remarquable arbre de Jessé en haut-relief datant du premier quart du XVIe siècle. Réalisé en calcaire, il mesure 4,50 m de haut sur 3,20 m à sa base. On y voit Jessé assis, endormi. L'arbre lui-même porte une douzaine de personnages, et est couronné d'une Vierge à l'Enfant. Sur la première branche, à gauche, on reconnaît David à la harpe qu'il porte. Au sol gît l'énorme tête de Goliath. À droite, le personnage debout est le prophète Isaïe.

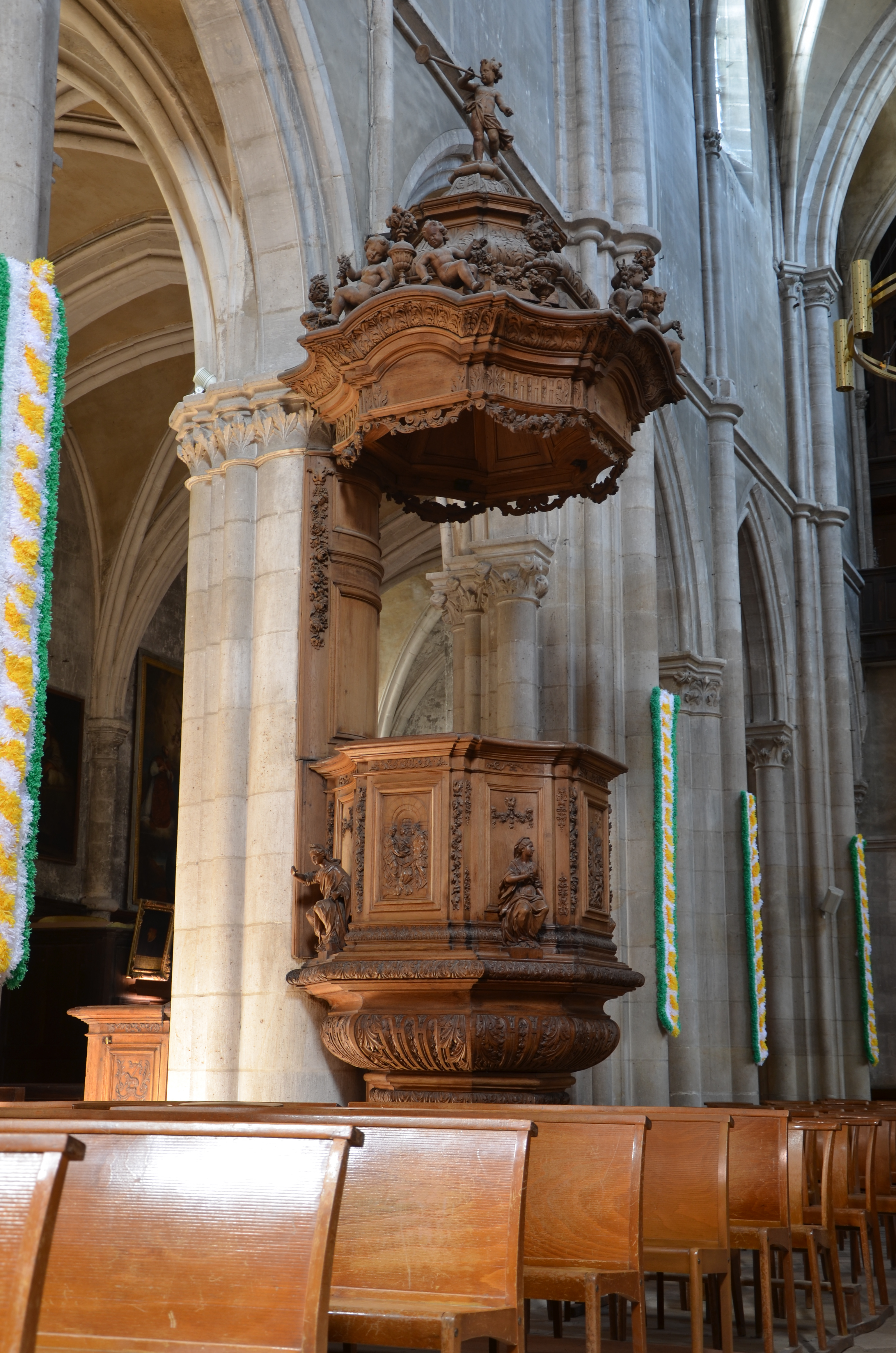
La chaire.
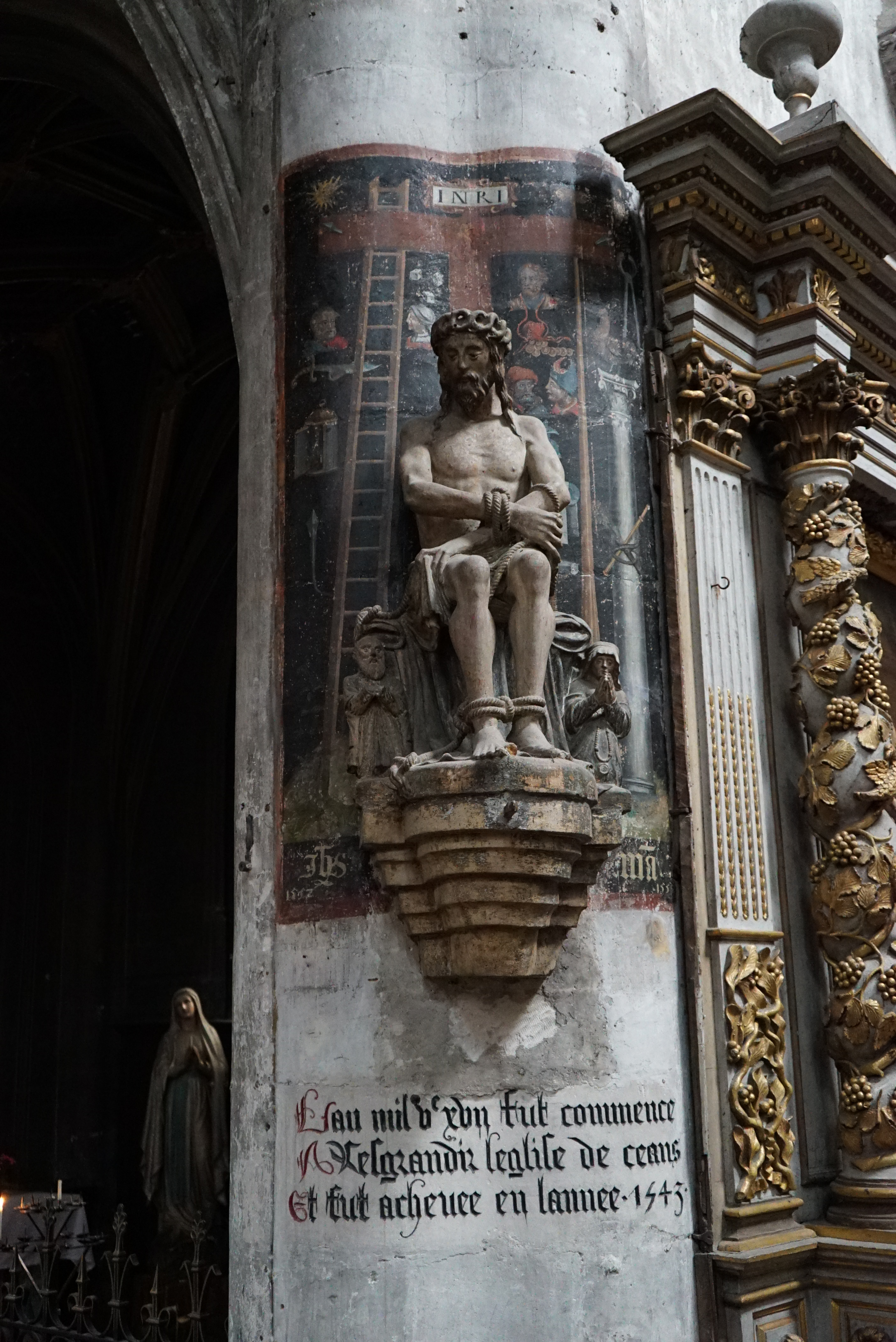
La statue « Ecce homo ».
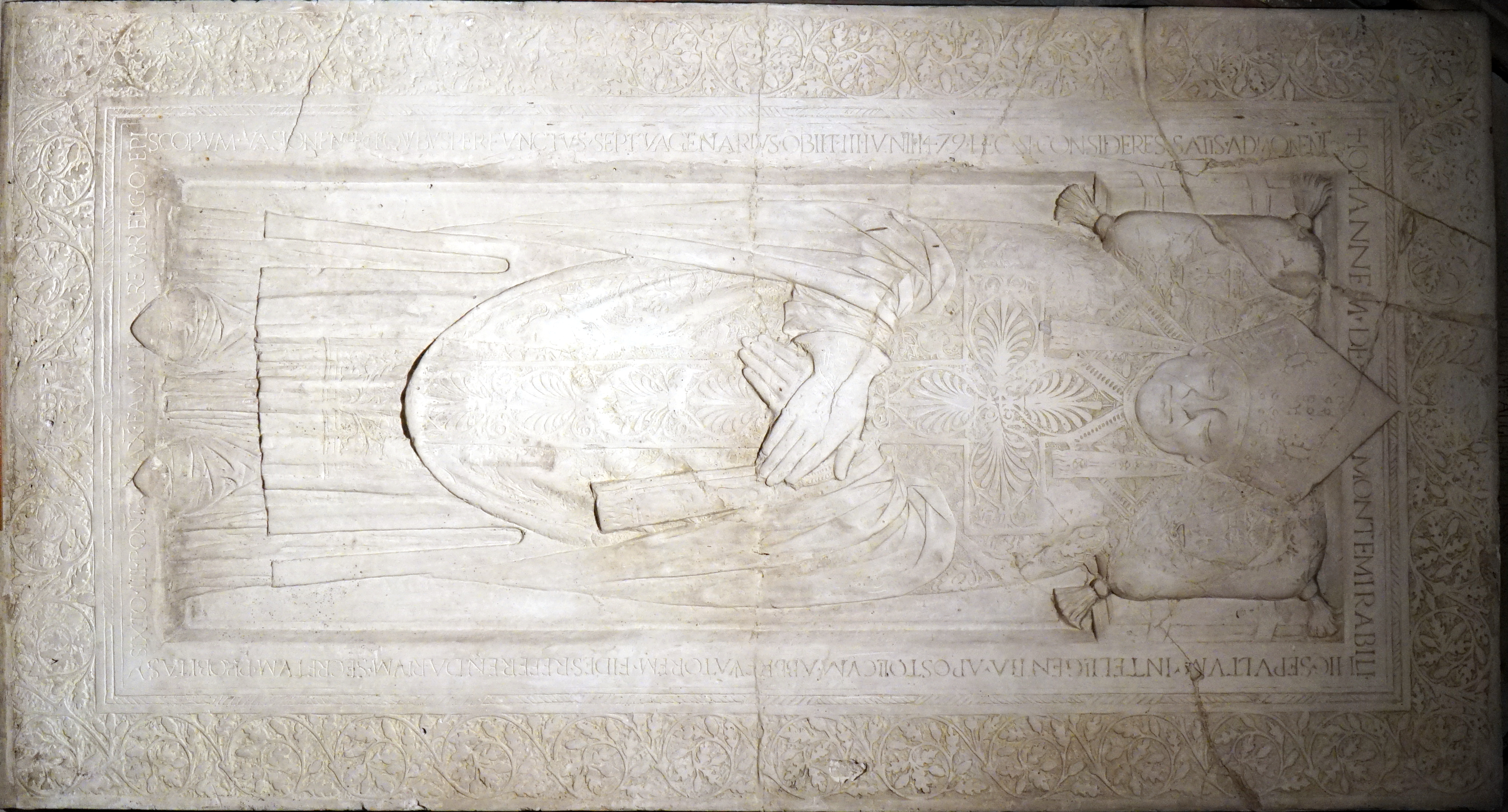
Jean de Montmirail (évêque).
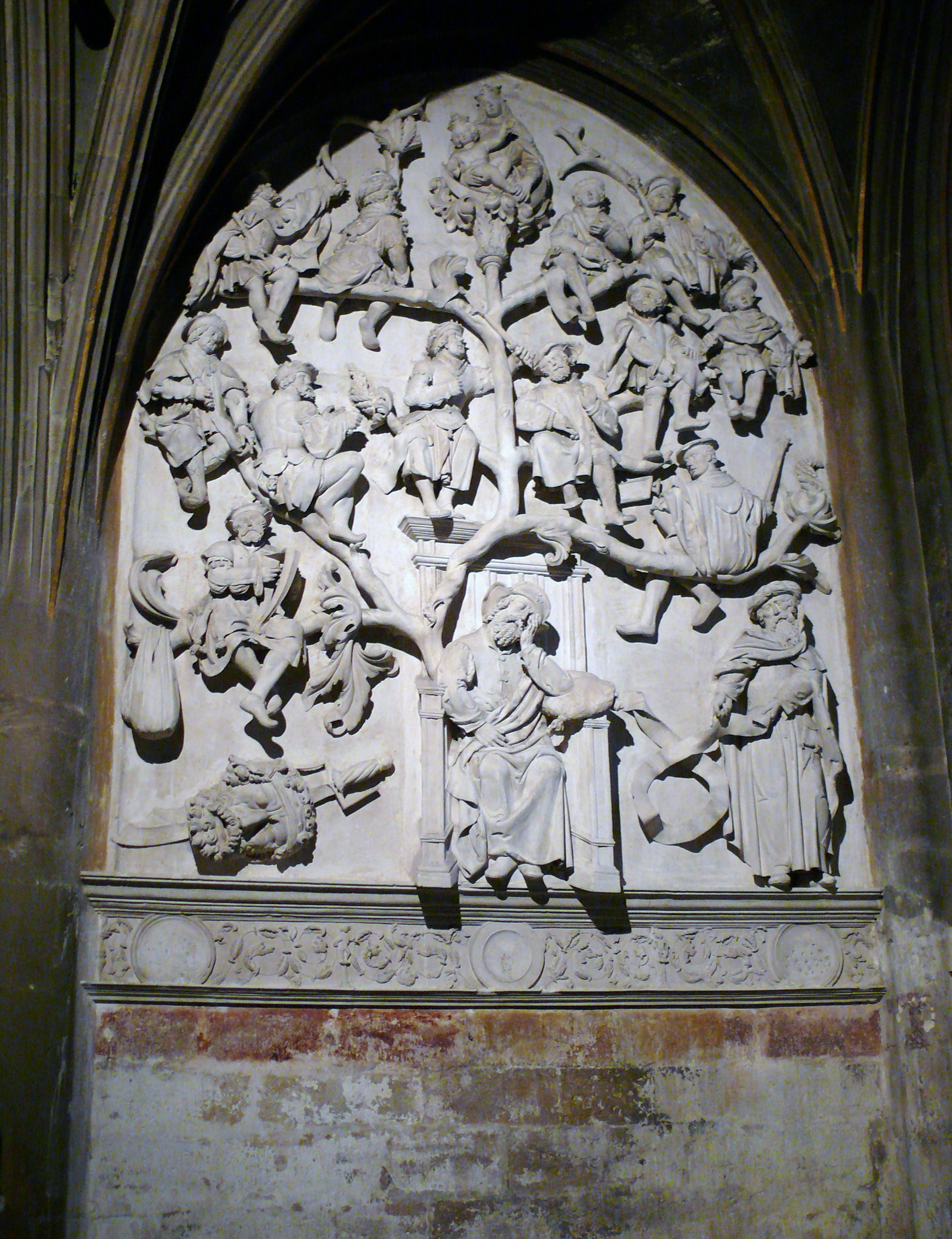
L'arbre de Jessé.

Des peintures dont un ensemble autour de Jean le Baptiste :

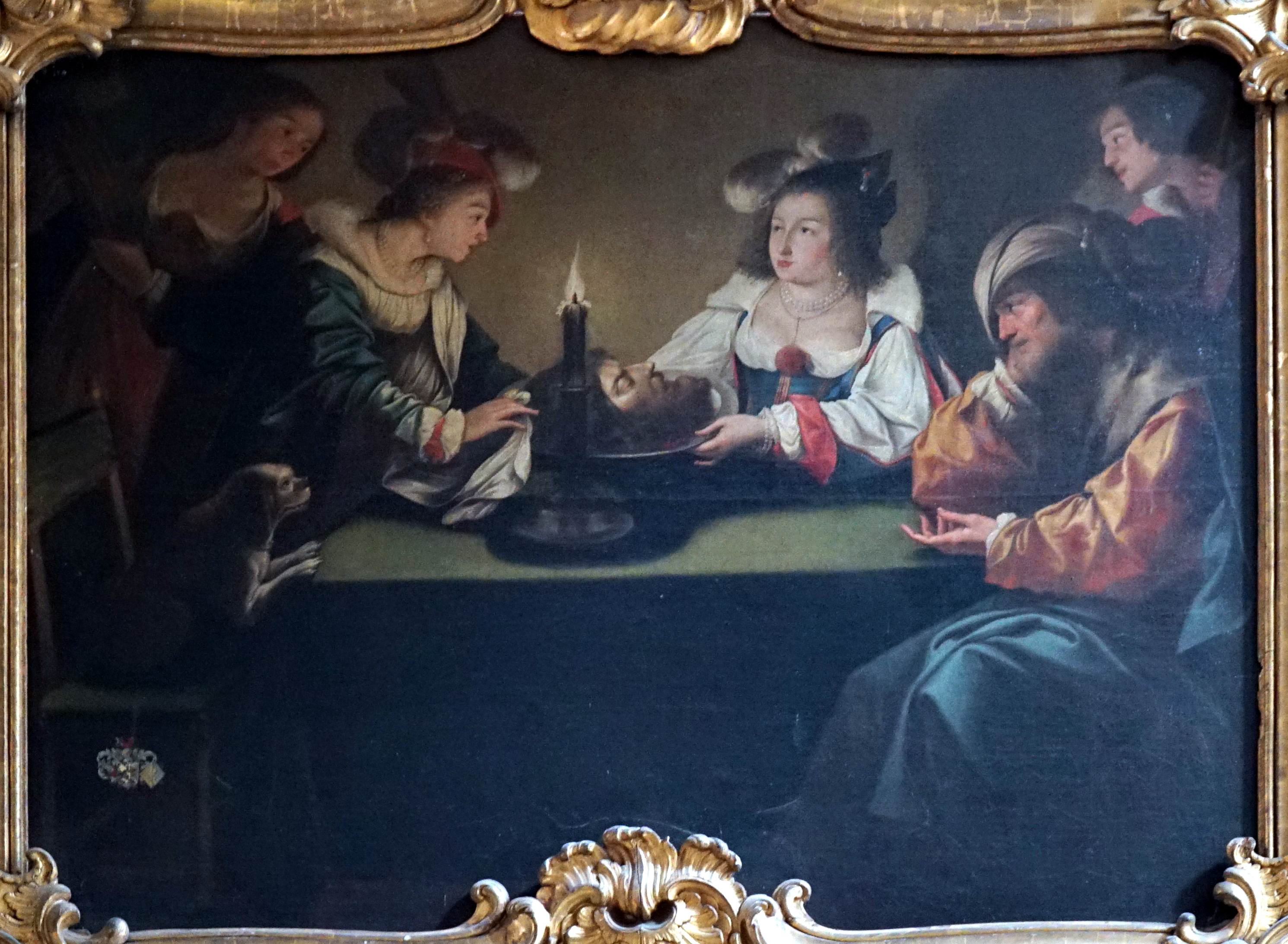
Salomé présente la tête de Jean à Hérodiade[8].
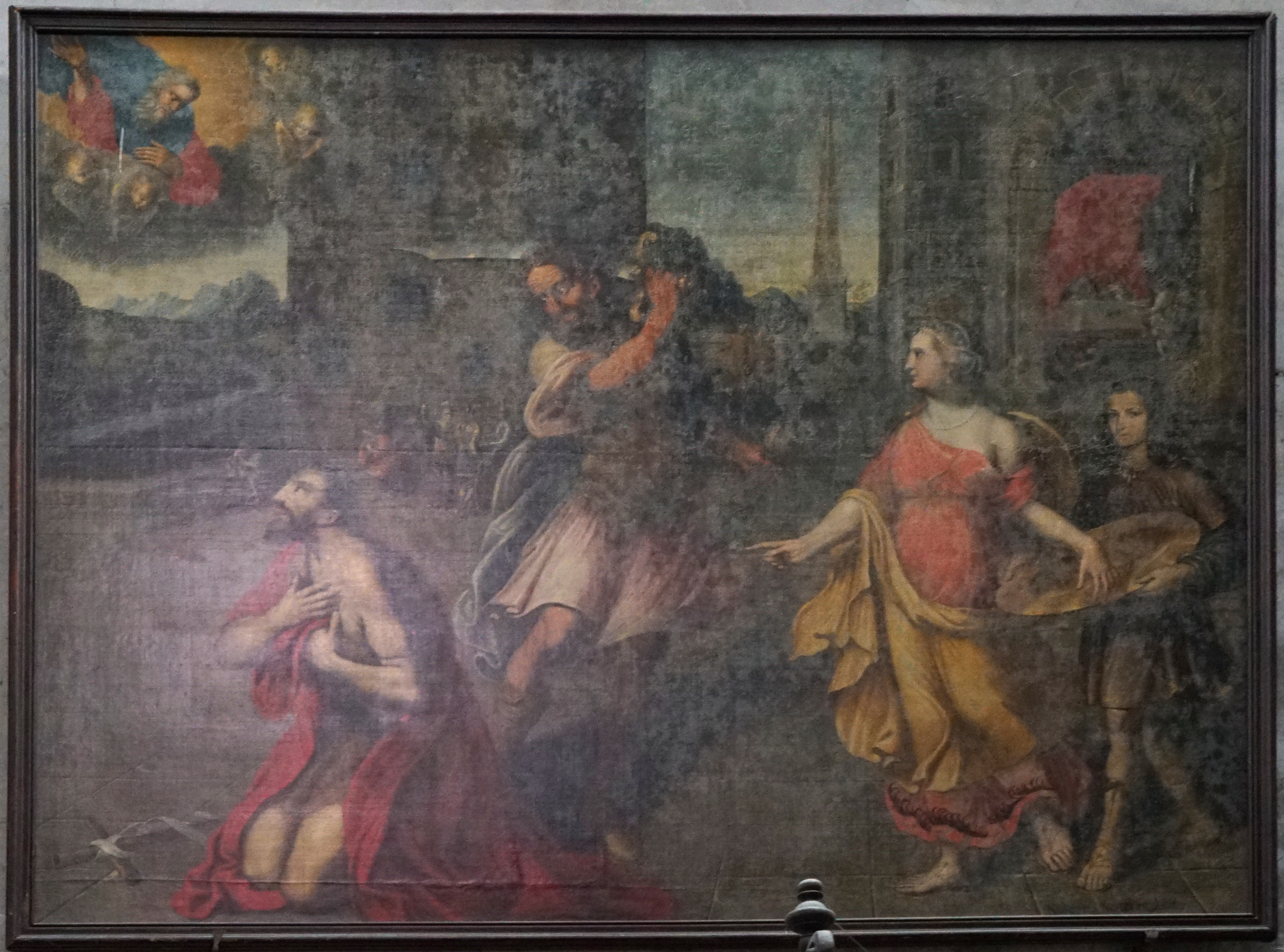
La décollation de Jean[9] peinte par Vaubert.
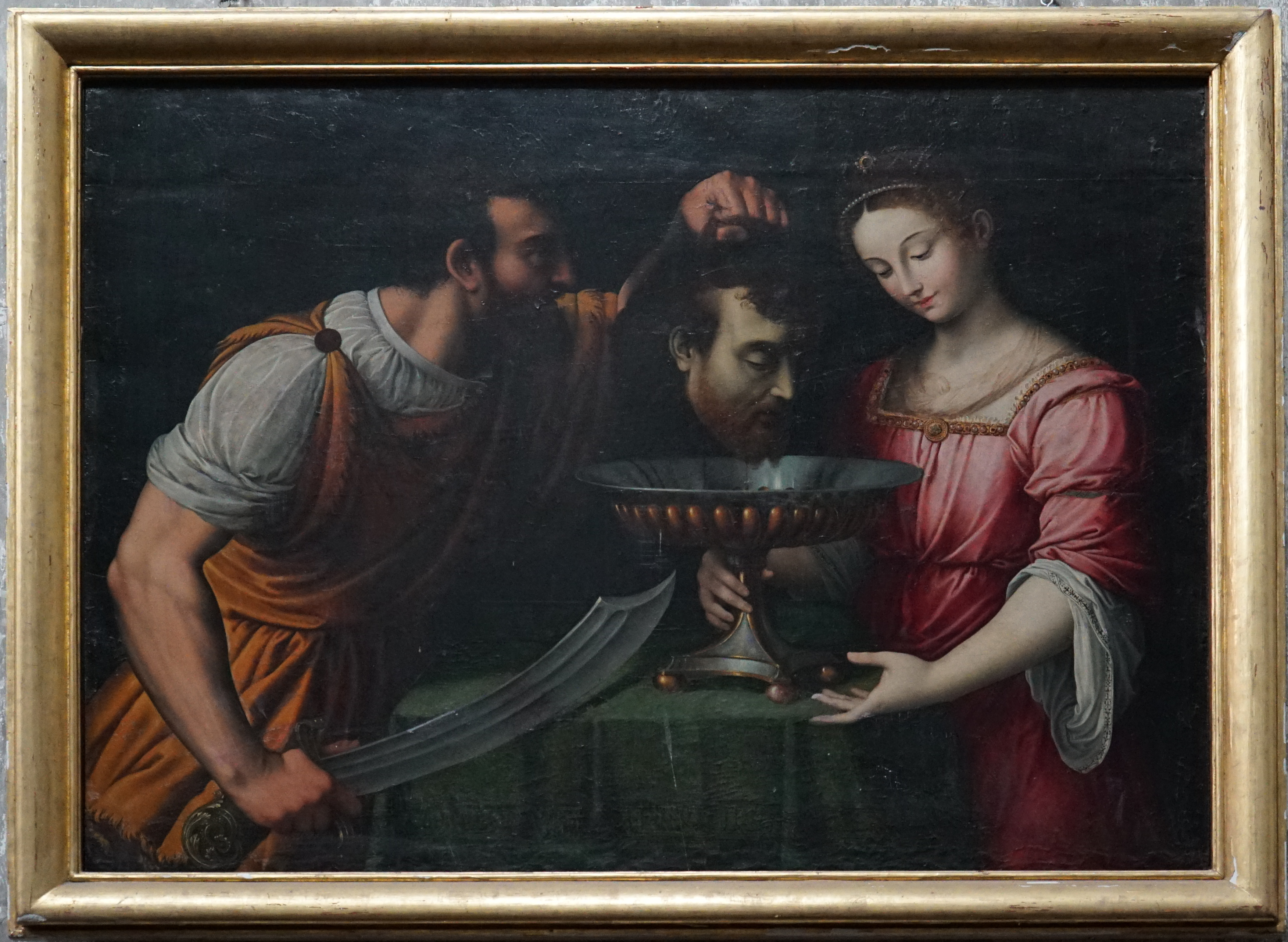
La tête de Jean présentée au boureau[10].

## Les orgues

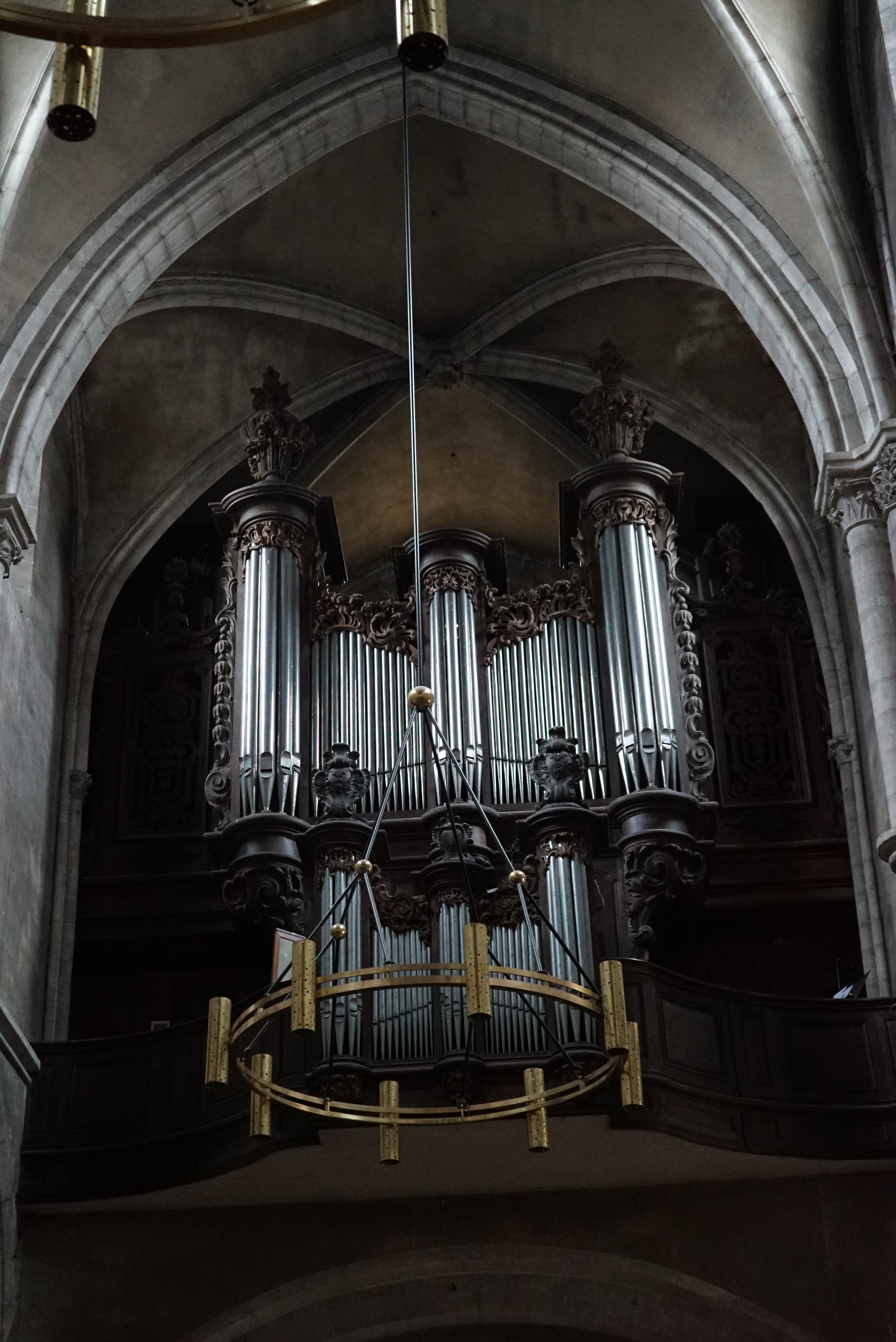
Orgues de tribune.

### Grand orgue Cavaillé-Coll
Le grand orgue de la basilique est un Cavaillé-Coll datant de 1872, inauguré cette même année par Charles-Marie Widor, célèbre organiste parisien. Cet orgue se compose de 36 jeux, répartis sur trois claviers manuels et pédalier. Le buffet de style Louis XV, réalisé en 1768, est agrandi sur les côtés par Cavaillé-Coll afin d'y loger les jeux de la pédale.
Son titulaire de 1990 à 2012 a été Vincent Freppel, successeur d'Annette Merer, titulaire de cet orgue de 1962 à 1982.

#### Composition
| Grand orgue : 54 notes |
| Bourdon 16'            |
| Violoncelle 8'         |
| Montre 8'              |
| Bourdon 8'             |
| Flûte harm. 8'         |
| Prestant 4'            |
| Octave 4'              |
| Plein-jeu III-VI       |
| Cornet V               |
| Basson 16'             |
| Trompette 8'           |
| Clairon 4'             |

| Positif expressif : 54 notes |
| Bourdon 8'                   |
| Salicional 8'                |
| Unda Maris                   |
| Dulciane 4'                  |
| Flûte douce 4'               |
| Doublette 2'                 |
| Piccolo 1'                   |
| Clarinette 8'                |
| Cor anglais 8'               |

| Récit expressif : 54 notes |
| Flûte traversière 8'       |
| Viole de gambe 8'          |
| Voix céleste               |
| Flûte octaviante 4'        |
| Octavin 2'                 |
| Voix humaine               |
| Trompette 8'               |
| Basson-Hautbois            |

| Pédale : 27 notes |
| Contrebasse 16'   |
| Violoncelle 8'    |
| Flûte 8'          |
| Octave 4'         |
| Bombarde 16'      |
| Trompette 8'      |
| Clairon 4'        |

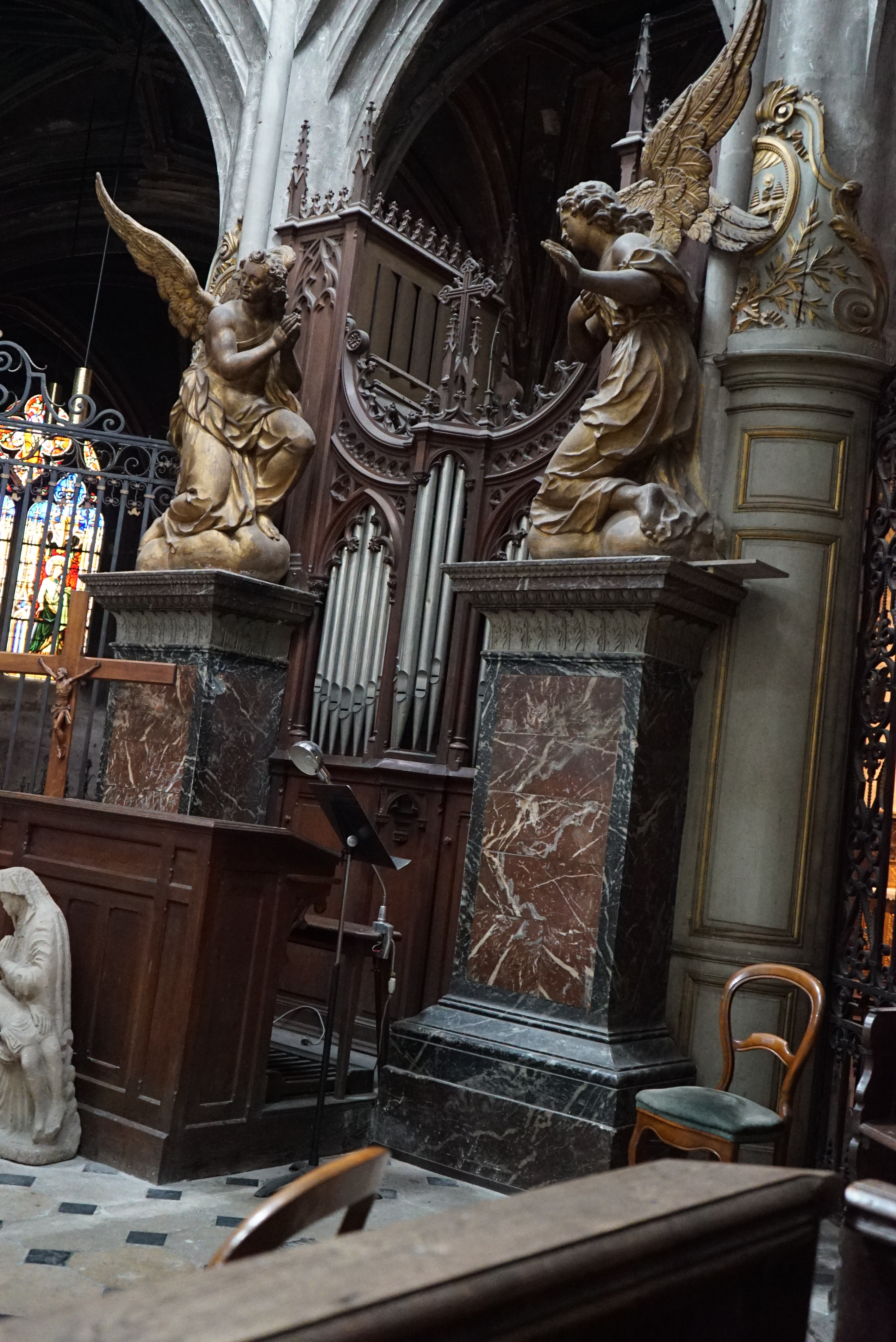
Orgue de chœur.

Accessoires : pédale d'orage, tirasse G.O., octave grave (G.O.), anches Péd., anches G.O., anches Réc., anches Pos., annulation G.O., G.O./Pos., G.O./Réc., trémolo (Réc.).

### Orgue de chœur
L'orgue de chœur signé Jaquot-Jeanpierre (à Rambervillers dans les Vosges, manufacture d'ailleurs toujours en activité actuellement), date de 1891. Il est composé d'un clavier manuel (7 jeux) et d'un pédalier (27 notes) sans jeux propres. Le buffet est de style néogothique.

#### Composition
| Grand orgue : 56 notes |
| Bourdon 16'            |
| Bourdon 8'             |
| Montre 8'              |
| Salicional 8'          |
| Prestant 4'            |
| Nazard 2' 2/3          |
| Trompette 8' (B&D)     |

Accessoires : tirasse permanente, appel anches.